# Vanavana
Vanavana és un atol de les Tuamotu, a la Polinèsia Francesa, inclòs a la comuna de Tureia. Està situat al sud-est de l'arxipèlag, a 55 km a l'est de Tureia i 110 km al nord de Moruroa.

## Geografia
És un atol petit de forma ovalada amb 5 km de llarg i 3,2 km d'ample. La superfície terrestre és de 2 km² i la llacuna és de 3 km². Té dos canals oberts a la llacuna (hoas), un a l'est i l'altre a l'oest.
Només és visitat ocasionalment des dels atols veïns per recol·lectar copra. No disposa d'infraestructures.

## Història
Antigament era anomenat també Kurataki o Huataki. Va ser descobert per l'anglès Frederick Beechey, el 31 de gener del 1826, que l'anomenà Barrow en honor de Sir John Barrow.